# Moteur M 103 Mercedes-Benz
Le moteur Mercedes-Benz M 103 est une culasse droite de 6 à 15 degrés à flux transversal avec une inclinaison vers la droite, moteur automobile produit de 1984 à 1995. Il s'agit d'une conception à simple arbre à cames en tête avec 2 soupapes par cylindre. Le M103 a été remplacé par le M104 à partir de 1989. L'espacement des alésages sur le moteur M103 est de 97 mm. Ce moteur a reçu plusieurs mises à jour au cours des années de production, l'une des mises à jour était le passage d'une chambre de combustion sphérique à une chambre de combustion « en forme de cœur »,.

## 3.0 L
Le moteur 103.980 de 3.0 L ; 2 960 cm3 utilisait le CIS-E (système d'injection continue - électronique). Son moteur se trouve dans les modèles W124 (300E), W126 (300SE / 300SEL), R107 (300SL), R129 (300SL), W463 (300GE) et Isdera Spyder 036i.

## 2.6 L
Le plus petit moteur 103.940 de 2,6 L ; 2597 cm3 utilisait également le système de gestion du moteur CIS-E. Les seules différences mécaniques entre le M103 3,0 L et le M103 2,6 L étaient l'alésage et les soupapes d'admission plus petites, avec une boîte à air légèrement différente. Les composants CIS-E entre les variantes 2.6 et 3.0 sont tous partagés pour une année modèle donnée, à l'exception de l'ECU, ce qui rend les échanges de moteur de 2,6 à 3,0 accessibles.
Ce moteur se retrouve dans les W201 (190E 2.6), W124 (260E / 300E 2.6) et W126 (260SE).